# Chrysoexorista lineata
Chrysoexorista lineata là một loài ruồi trong họ Tachinidae.